# North Somerset
North Somerset ist eine selbständige Verwaltungseinheit, eine Unitary Authority, im Südwesten Englands. Es grenzt an Bristol, Bath and North East Somerset und Somerset.
Das Gebiet von North Somerset gehörte früher zur Grafschaft Somerset. Der Bezirk wurde am 1. April 1974 gebildet und entstand aus der Fusion des Municipal Borough Weston-super-Mare, der Urban Districts Clevedon und Portishead, des Rural District Long Ashton, eines Teils des Rural District Axbridge und Insel Steep Holm. Zwischen 1974 und 1996 war es ein Distrikt in der neugebildeten Grafschaft Avon und hieß Woodspring. Seit 1996 ist North Somerset eine Unitary Authority, die verwaltungstechnisch von Somerset unabhängig ist und nur noch zu zeremoniellen Zwecken zu dieser Grafschaft gehört. Der Sitz der Verwaltung befindet sich in Weston-super-Mare. Weitere bedeutende Orte sind Backwell, Banwell, Blagdon, Bleadon, Clevedon, Congresbury, Easton in Gordano, Locking, Nailsea, Portishead und Winford.
North Somerset unterhält eine Städtepartnerschaft mit Hildesheim (Niedersachsen).